# CAF Champions League 1998
De CAF Champions League 1998 was de tweede editie van de Afrikaanse versie van de UEFA Champions League.

## Uitslagen

### Voorronde
| Team 1              | Tot.      | Team 2                | 1e wedstr. | 2e wedstr. |
| ------------------- | --------- | --------------------- | ---------- | ---------- |
| Saint Michel United | 2-8       | Coffee FC             | 1-0        | 1-8        |
| Rayon Sport         | walk-over | Maniema               | 6-1        | -          |
| Telecom Wanderers   | 4-1       | Defence Force XI      | 3-0        | 1-1        |
| Mbabane Swallows    | 1-6       | Lesotho Defence Force | 1-4        | 0-2        |
| Medlaw Megbi        | 0-2       | Utalii                | 0-1        | 0-1        |
| SS Saint-Louisienne | 1-3       | Sunrise Flacq United  | 1-2        | 0-1        |
| Deportivo Mongomo   | walk-over | Munisport             | -          | -          |
| Wallidan            | 0-2       | AS Douanes Dakar      | 0-0        | 0-2        |
| Mogas 90 FC         | walk-over | East End Lions        | -          | -          |
| FC Tourbillon       | walk-over | AS Tempête Mocaf      | -          | -          |

### Eerste Ronde
| Team 1                | Tot. | Team 2                | 1e wedstr. | 2e wedstr. |
| --------------------- | ---- | --------------------- | ---------- | ---------- |
| (u) Coffee FC         | 3-3  | Al-Ahly               | 1-1        | 2-2        |
| Rayon Sport           | 3-3  | Young Africans (u)    | 2-2        | 1-1        |
| Telecom Wanderers     | 2-4  | Dynamos Harare        | 1-2        | 1-2        |
| Sunrise Flacq United  | 0-4  | Ferroviário de Maputo | 0-4        | 0-0        |
| Kampala City Council  | 1-3  | Power Dynamos         | 0-1        | 1-2        |
| Defence Force XI      | 4-5  | Manning Rangers       | 3-3        | 1-2        |
| Utalii                | 4-3  | Al-Merreikh Omdurman  | 4-0        | 0-3        |
| Kamsar                | 3-5  | Etoile du Sahel       | 1-2        | 2-3        |
| Deportivo Mongomo     | 3-13 | Petro Atlético        | 1-4        | 2-9        |
| Eagle Cement          | 4-3  | AS Vita Club          | 4-1        | 0-2        |
| Racing Bobo-Dioulasso | 2-4  | ASEC Mimosas          | 1-0        | 1-4        |
| Dynamic Lomé          | 5-9  | FC 105 Libreville     | 3-3        | 2-6        |
| AS Douanes Dakar      | 2-1  | CS Constantine        | 2-1        | 0-0        |
| Mogas 90 FC           | 1-6  | Raja Casablanca       | 0-0        | 1-6        |
| FC Tourbillon         | 1-4  | Cotonsport Garoua     | 0-0        | 1-4        |
| Djoliba AC            | 0-1  | Hearts of Oak         | 0-0        | 0-1        |

### Tweede Ronde
| Team 1            | Tot. | Team 2                 | 1e wedstr. | 2e wedstr. |
| ----------------- | ---- | ---------------------- | ---------- | ---------- |
| Coffee FC         | 3-8  | Young Africans         | 2-2        | 1-6        |
| Dynamos Harare    | 2-1  | Ferroviário de Maputo  | 1-1        | 1-0        |
| Power Dynamos     | 0-4  | Manning Rangers        | 0-2        | 0-2        |
| Utalii            | 1-1  | Etoile du Sahel (n.p.) | 1-0        | 0-1        |
| Petro Atlético    | 0-3  | Eagle Cement           | 0-1        | 0-2        |
| ASEC Mimosas      | 4-2  | FC 105 Libreville      | 2-0        | 2-2        |
| AS Douanes Dakar  | 1-2  | Raja Casablanca        | 1-0        | 0-2        |
| Cotonsport Garoua | 2-2  | Hearts of Oak (u)      | 2-1        | 0-1        |

## Groepsfase

### Groep A
| Team               | Ptn | Wed | W | G | V | DV | DT | DS |
| ------------------ | --- | --- | - | - | - | -- | -- | -- |
| 1. Dynamos Harare  | 10  | 6   | 3 | 1 | 2 | 6  | 3  | 3  |
| 2. Hearts of Oak   | 10  | 6   | 3 | 1 | 2 | 7  | 6  | 1  |
| 3. Etoile du Sahel | 9   | 6   | 3 | 0 | 3 | 11 | 7  | 4  |
| 4. Eagle Cement    | 6   | 6   | 2 | 0 | 4 | 3  | 11 | -8 |

| 22 augustus, 1998  |     |                 |
| Etoile du Sahel    | 2–1 | Hearts of Oak   |
| 23 augustus, 1998  |     |                 |
| Dynamos            | 3–0 | Eagle Cement    |
| 5 september, 1998  |     |                 |
| Eagle Cement       | 2–1 | Etoile du Sahel |
| 6 september, 1998  |     |                 |
| Hearts of Oak      | 1–1 | Dynamos         |
| 19 september, 1998 |     |                 |
| Dynamos            | 1–0 | Etoile du Sahel |
| Eagle Cement       | 1–0 | Hearts of Oak   |
| 11 oktober, 1998   |     |                 |
| Etoile du Sahel    | 1–0 | Dynamos         |
| Hearts of Oak      | 1–0 | Eagle Cement    |
| 24 oktober, 1998   |     |                 |
| Eagle Cement       | 0–1 | Dynamos         |
| 25 oktober, 1998   |     |                 |
| Hearts of Oak      | 3–2 | Etoile du Sahel |
| 7 november, 1998   |     |                 |
| Etoile du Sahel    | 5–0 | Eagle Cement    |
| Dynamos            | 0–1 | Hearts of Oak   |

### Groep B
| Team               | Ptn | Wed | W | G | V | DV | DT | DS  |
| ------------------ | --- | --- | - | - | - | -- | -- | --- |
| 1. ASEC Mimosas    | 13  | 6   | 4 | 1 | 1 | 10 | 4  | 6   |
| 2. Manning Rangers | 10  | 6   | 3 | 1 | 2 | 9  | 6  | 3   |
| 3. Raja Casablanca | 8   | 6   | 2 | 2 | 2 | 12 | 7  | 5   |
| 4. Young Africans  | 2   | 6   | 0 | 2 | 4 | 5  | 19 | -14 |

| 22 augustus, 1998 |     |                 |
| Young Africans    | 1–1 | Manning Rangers |
| 23 augustus, 1998 |     |                 |
| Raja Casablanca   | 0–1 | ASEC Mimosas    |
| 4 september, 1998 |     |                 |
| Manning Rangers   | 1–0 | Raja Casablanca |
| 6 september, 1998 |     |                 |
| ASEC Mimosas      | 2–1 | Young Africans  |
| 2 september, 1998 |     |                 |
| Raja Casablanca   | 6–0 | Young Africans  |
| ASEC Mimosas      | 3–1 | Manning Rangers |
| 9 oktober, 1998   |     |                 |
| Manning Rangers   | 1–0 | ASEC Mimosas    |
| 1 oktober, 1998   |     |                 |
| Young Africans    | 3–3 | Raja Casablanca |
| 24 oktober, 1998  |     |                 |
| Manning Rangers   | 4–0 | Young Africans  |
| 25 oktober, 1998  |     |                 |
| ASEC Mimosas      | 1–1 | Raja Casablanca |
| 8 november, 1998  |     |                 |
| Young Africans    | 0–3 | ASEC Mimosas    |
| Raja Casablanca   | 2–1 | Manning Rangers |

### Final
| Team 1         | Tot. | Team 2       | 1e wedstr. | 2e wedstr. |
| -------------- | ---- | ------------ | ---------- | ---------- |
| Dynamos Harare | 2-4  | ASEC Mimosas | 0-0        | 2-4        |